# Un ángel para los diablillos
Un ángel para los diablillos es una película de comedia familiar y acción mexicana de 1993, escrita y dirigida por Juan Fernando Pérez Gavilán y protagonizada por María Sorté, Patricia Rivera, Raúl «Chóforo» Padilla y Yolanda Ciani.

## Argumento
Dos agentes judiciales; un hombre y una mujer, investigan una serie de robos en un colegio de niños. Para descubrir a los culpables ella se disfraza de maestra, sin importarle arriesgar su vida.

## Reparto
- María Sorté como Aurora; Isabel Martinez
- Patricia Rivera como Patricia
- Raúl Padilla «Chóforo» como Pistache («Choforo»)
- Yolanda Ciani como Inez Coronado
- Carlos Monden como Ramiro Cifuentes
- Luis Xavier como Profesor Moncayo
- Salvador Sánchez como Jefe de policía
- Wolf Ruvinskis como Padre de Patricia
- Manuel Capetillo
- Marina Marín
- Lili Inclán como Profesora Antunez